# جارود مارتن
جارود مارتن (بالإنجليزية: Jarrod Martin)‏ هو سياسي أمريكي، ولد في 4 يوليو 1979 في زينيا في الولايات المتحدة. حزبياً، نشط في الحزب الجمهوري. وقد انتخب عضو مجلس نواب أوهايو.